# Никола Бешлић
Никола Бешлић (Ада, 15. април 1891 — Нови Сад, 27. март 1955) био је српски инжењер хидротехнике, народни посланик и министар.

## Биографија
Никола Бешлић је рођен 15. априла 1891. године у Ади у Бачкој. Након завршетка основног образовања , школовање је наставио у Будимпешти где је завршио одсек хидротехнике. По повратку у Краљевину СХС, запослио се у Генералној дирекцији вода у Београду. Убрзо је постао шеф Хидротехничког одсека за Банат и шеф хидротехничке службе за Вардарску област.
Никола је био веома политички активан. Припадао је Радикалној странци а потом је учествовао у формирању Југословенске радикалне заједнице. Након тога, постао је председник Бановинског одбора за Дунавску бановину. Године 1938, на скупштинским изборима изгласан је за посланика у Петровградском срезу.
У влади Драгише Цветковића, Никола је био министар пољопривреде и вода, а потом у влади Цветковић–Мачек министар саобраћаја. За време окупације повукао се из јавног живота. По завршетку рата, почео је да ради као професор у Грађевинској средњотехничкој школи у Новом Саду.
Никола је активно учествовала у изради планова за мелиорацију у јужном Банату, укључујући исушивање Панчевачког рита, као и у регулацији Јасеничке реке у Неготину. Такође је био укључена у одржавање обала реке Тисе и пловног канала Бегеја од Титела до Итебеја. Руководи је службом подземних вода у Дирекцији канала ДТД у Новом Саду. Поред тога, Никола је допринео организовању различитих аграрних заједница и друштвених организација као што су Народна одбрана, Аеро-клуб и Јадранска стража. Сарађивао је и са бројним листовима и био је аутор уџбеника из хидрологије за средње техничке школе.
Никола Бешлић је преминуо 27. марта 1955. године и сахрањен је на Алмашком гробљу у Новом Саду.